# 湾沟林业局
湾沟林业局是一个位于中华人民共和国吉林省白山市江源区的类似乡级单位，亦是中国吉林森林工业集团所属的一个林业局。
湾沟林业局始建于1958年，位于头道松花江中上游，地处白山市江源区、抚松县、靖宇县交汇处，辖区总面积为89403公顷，林业用地面积88899公顷，森林覆被率89.4%。

## 行政区划
湾沟林业局下辖以下单位：
湾沟林场、四平林场、仙人洞林场、二道花园林场、三道花园林场、大安林场、大营林场、松树林场、夹皮沟林场、榆树川经营所、松树经营所。